# Kössen
Kössen est une commune autrichienne du Tyrol.